# Camp secret du mont Paektu
Le camp secret du mont Paektu (hangeul : 백두산밀영, hanja : 白頭山密営) est un domaine de plusieurs bases secrètes construites par Kim Il-sung près du mont Paektu, en Corée du Nord. Il fut construit en 1936, mais son existence ne fut révélée qu'à la libération de la péninsule coréenne.
On y trouve la prétendue maison natale de Kim Jong-il, où sont exposés des jouets, des couettes et des couvertures utilisées par le fils du président éternel. Des casernes de garde, un atelier de couture, un secrétariat, une imprimerie et un atelier de réparation d'armes sont également présents. Des slogans de propagande sont inscrits tout autour du camp.
Le camp se trouve à 50 kilomètres de Samjiyon et à 385 kilomètres de la capitale Pyongyang.